# Bing
Microsoft Bing (или само Bing, транслитерация: Бинг) е онлайн търсачка на Microsoft.
Предишни наименования на търсачката са: MSN Search, Live Search и Windows Live Search.
Bing има и онлайн преводач (Bing translator). Към септември 2020 г. предлага преводи на 70 езика.
Bing е наличен на 40 езика, но все още няма менюта на български, така че сайтът за България е де факто на английски. Търсачката разпознава българския език и локация и подава резултати точно на български (а не на други славянски езици, както се получава с някои други търсачки).

## Заместване на Yahoo! с Bing
На 29 юли 2009 Microsoft и Yahoo! оповестяват, че са договорили заменянето на търсачката на Yahoo! с Bing. Yahoo! ще задържи до 88% от печалбите от всички реклами при търсенето за първите пет години, задържа своя собствен потребителски интерфейс, но ще включва „Powered by Bing™“ („С подкрепата на Bing“) като търговска марка.